# Hamatastus lemniscatus
Hamatastus lemniscatus là một loài bọ cánh cứng trong họ Cerambycidae.